# 254

## Починали
- 4 март – Луций I, римски папа